# The Boys of Summer
"The Boys of Summer" este titlul unui cântec compus de Don Henley, textul este scris de Henley, iar melodia compusă de Henley și Mike Campbell, multă vreme chitaristul lui Tom Petty. Este primul cântec și primul single de pe albumul lui Henley din 1984: Building the Perfect Beast. Videoclipul făcut pentru melodie a câștigat multe premii. "The Boys of Summer" a fost cântat și live de Henley cu ocazia concertului dat cu Eagles reunit; versiunea live se poate găsi pe DVD—ul grupului din 2005 Farewell 1 Tour-Live from Melbourne.

## Istoricul melodiei
Superficial, piesa pare a fi despre trecerea tinereții și intrarea în vârsta de mijloc, cu tema evidentă a "iubirii de vară", care apare în referenuri și reminiscență a unei relații trecute.
Linia, "Dragostea mea pentru tine va fi mai puternică, după ce băieții de vară pleacă" poate fi interpretată ca o realizare faptul că relațiile sunt de multe ori distruse de neliniștea proprie, chiar dacă există o dorință internă pentru ca dragostea să înflorească.
Într-un interviu 1987 cu Rolling Stone, Henley a explicat că piesa este mai mult despre îmbătrânire și despre a pune la îndoială trecutul−
o temă recurentă în lirica lui Henley în "The End of the Innocence", și în meodia "Taking You Home".)
"The Boys of Summer" a avut mare succes, atingând locul 5 în  Billboard−ul american și a ajuns pe locul 12 în topurile britanice.
Hanley pentru acest cântec a câștigat premiul Grammy pentru cel mai bun spectacol pentru interpret masculin.
"The Boys of Summer" a fost plasat pe locul al 416 pe Lista celor mai bune 500 cântece al tuturor timpurilor.